# Parco fluviale Novella

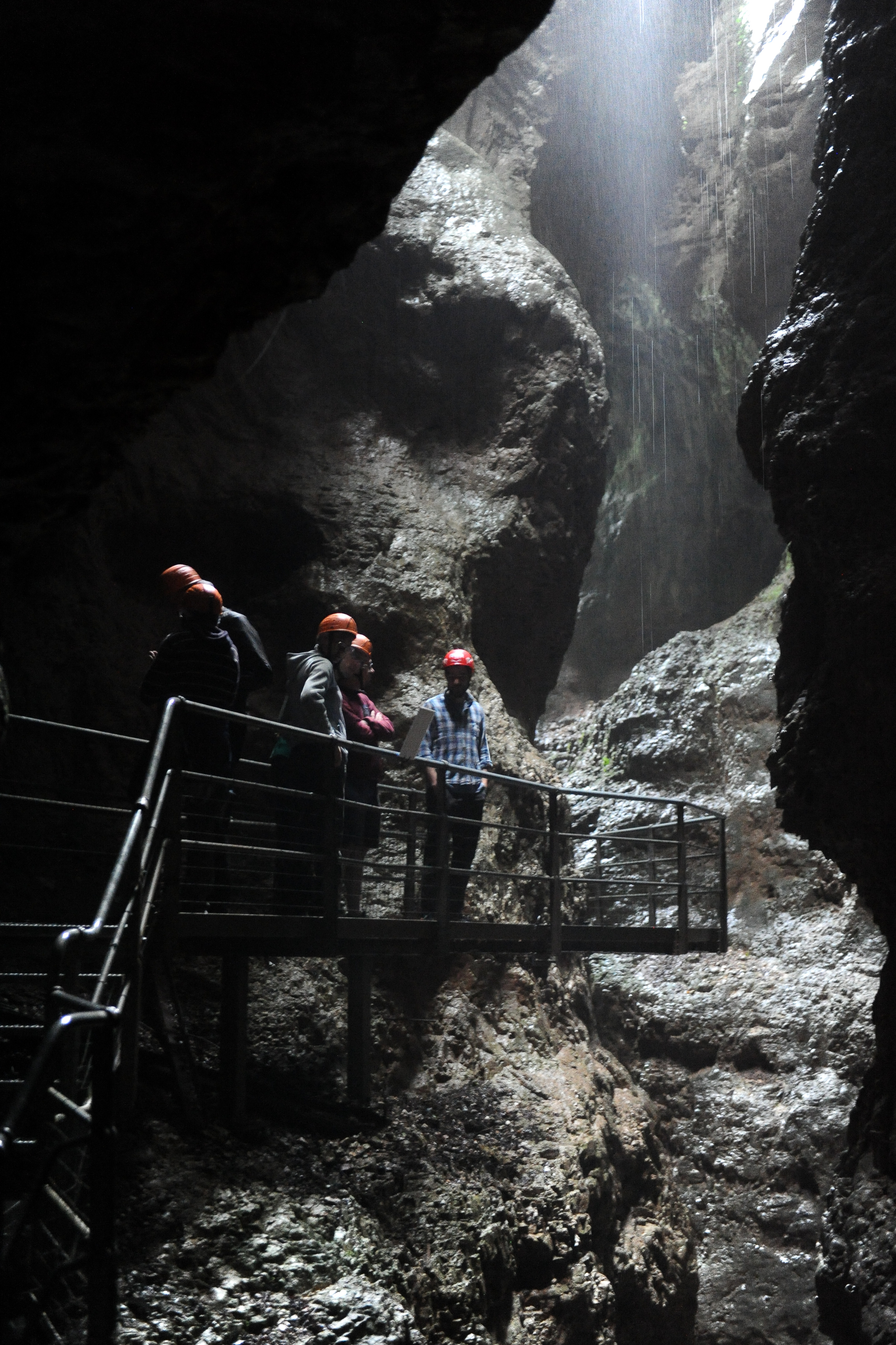
Il percorso attrezzato del Parco fluviale Novella.

Il Parco fluviale Novella è un parco naturale appartenente ai territori comunali di Novella e Dambel, in Val di Non, nella provincia autonoma di Trento. Il parco si trova nell'area circostante alla parte terminale del torrente Novella, prima di sfociare nel lago di Santa Giustina. All'interno del parco è presente un percorso naturalistico di circa 3,5 km, aperto al pubblico nel 2005, che attraversa meleti, boschi e, grazie a un percorso attrezzato, il canyon del torrente Novella.
Nell'area del parco sono presenti prevalentemente rocce sedimentarie. Le due rocce principali che caratterizzano l'area sono la Dolomia Principale e la scaglia rossa. Sul greto del torrente si trovano però anche altri tipi di rocce, di provenienza glaciale o alluvionale, come ciottoli di porfido e filladi. In particolare, il tratto delle gole si snoda tra le bancate di Dolomia Principale.

## Descrizione

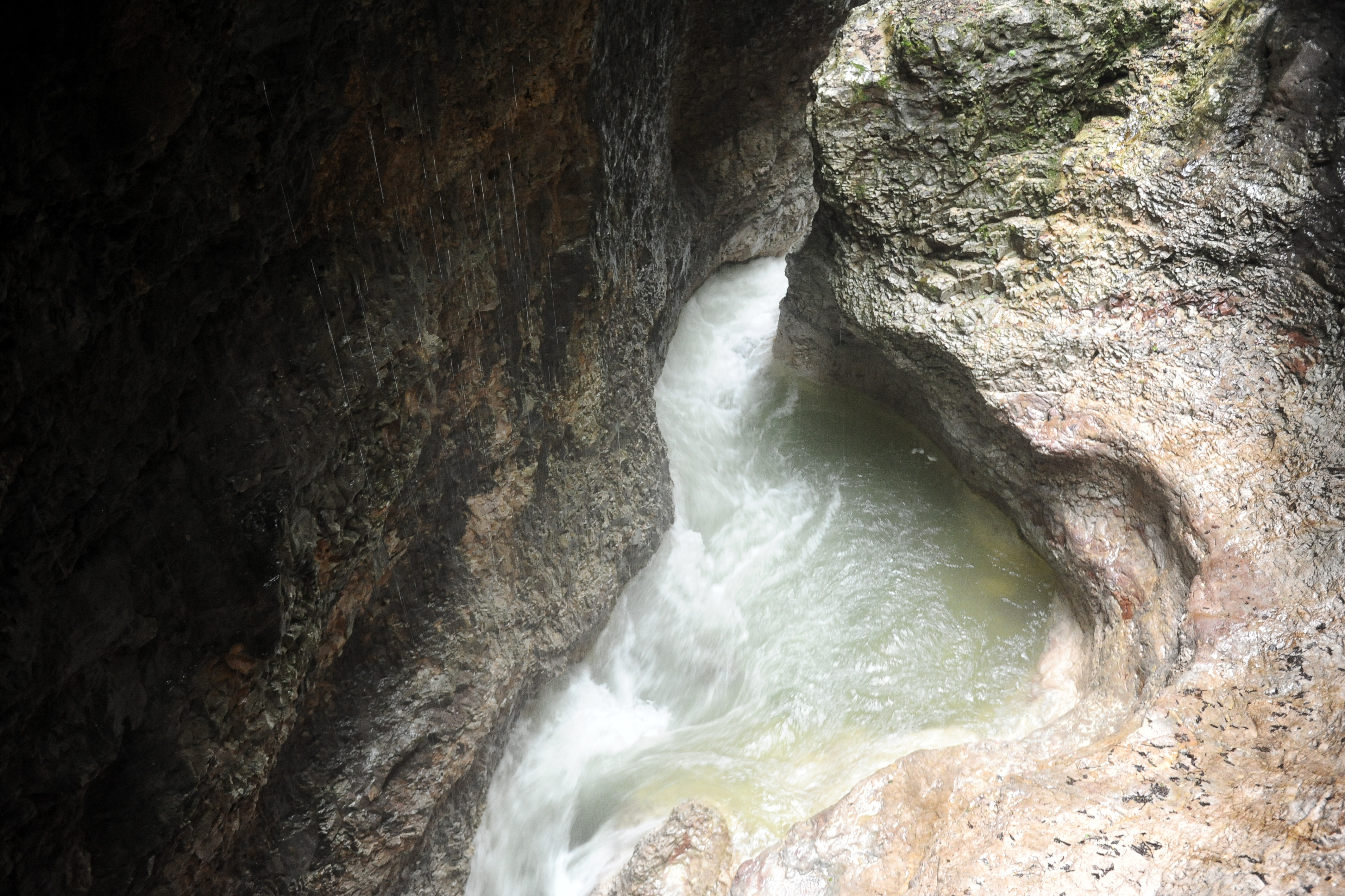
Una marmitta dei giganti nel canyon del torrente Novella.

L'area del Parco si trova lungo il tratto del torrente Novella che va dai mulini di Cloz all'eremo di San Biagio, nei pressi del quale il torrente sfocia nel lago di Santa Giustina. Nella parte più a nord del parco, a valle dei mulini di Cloz, il torrente scorre in una valle a V tra le pareti friabili di scaglia rossa. L'acqua si incanala poi in un tratto del canyon formato da strette gole di Dolomia Principale, dove si trovano ancorate nella roccia le passerelle metalliche del percorso a piedi.